# Shibuya (Tokio)

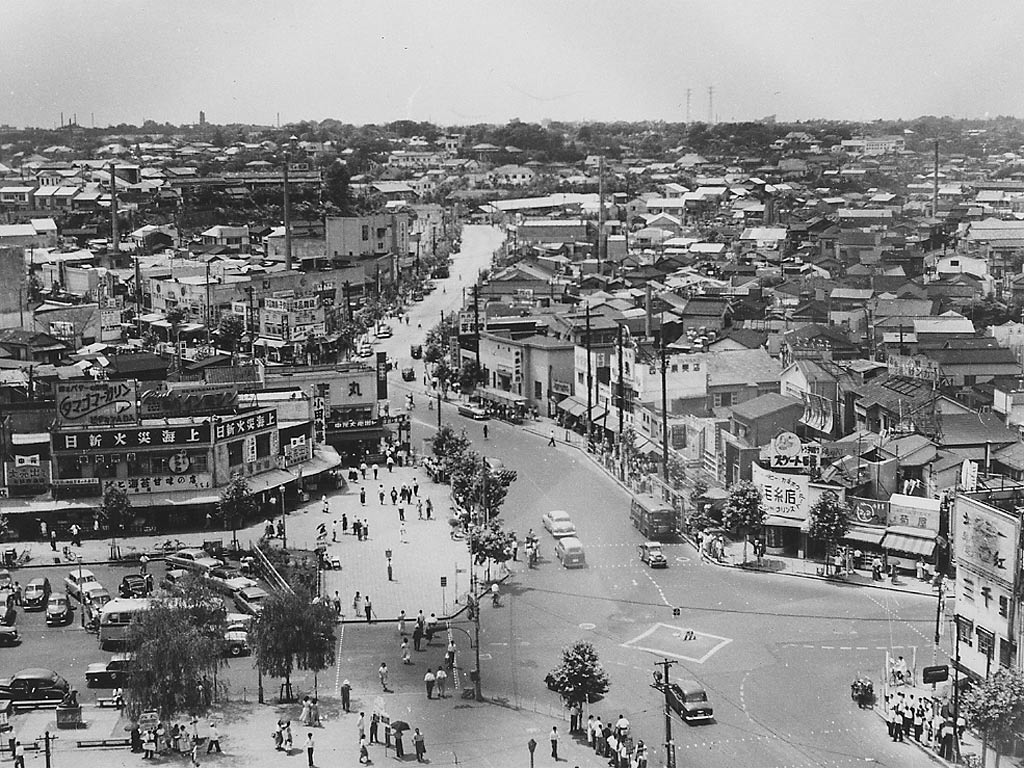
Shibuya en 1952.

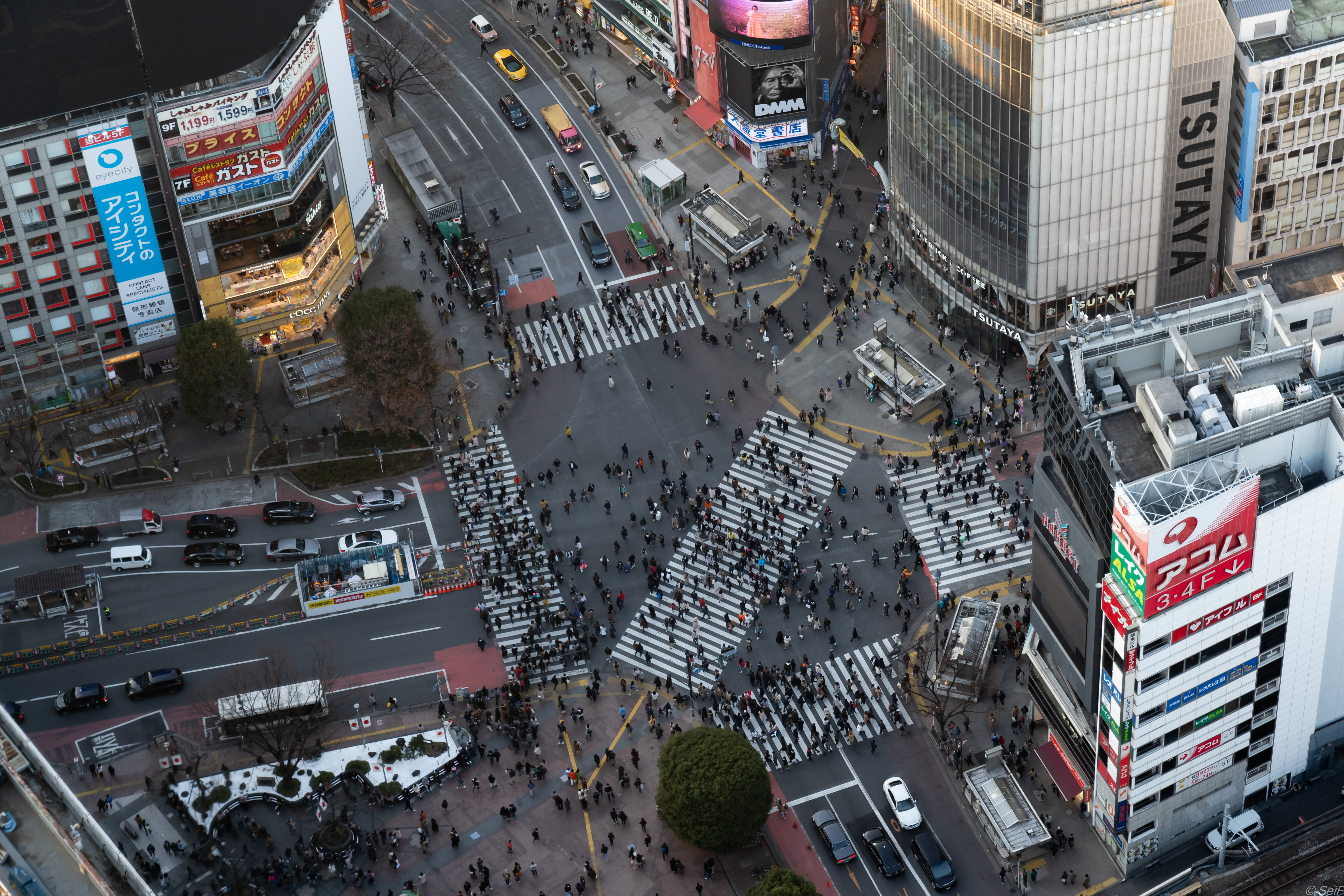
Cruce de Shibuya en 2020.

Shibuya (渋谷区 Shibuya-ku) es un barrio especial de la Metrópolis de Tokio, en Japón. Se ubica en la línea circular de tren Yamanote en el oeste de la Metrópolis de Tokio, un poco al sur de Shinjuku.
Shibuya fue fundada el 15 de marzo de 1947. Según datos de 2008, el barrio especial tiene una población de 208.371 habitantes y una densidad de 13.540 personas por km². El área total es de 15,11 km².
Principalmente comercial y de entretenimiento, Shibuya ha conseguido una gran popularidad entre los jóvenes en los últimos 50 años. En Shibuya se encuentran varios centros comerciales de moda; el más famoso de ellos es el llamado "Shibuya 109" (ichimarukyū). Este centro comercial es muy popular entre los jóvenes, especialmente los adolescentes, y es famoso por ser el origen de la subcultura kogal. El panorama de la moda se extiende al norte hacia Harajuku y Shibuya cada vez más marca los patrones de la moda para toda Asia.
También es conocida por el cruce que hay delante de la estación homónima, del que se dice que es el más abarrotado del mundo.
Al norte de la estación de Shibuya se encuentra el Dōgenzaka (道玄坂), que ofrece entretenimiento a un público más maduro, con muchos clubes nocturnos y love hotels.
Las estaciones principales de tren son la propia Estación de Shibuya (渋谷駅, Shibuya eki), la Estación Yoyogi, la Estación de Harajuku y la Estación Ebisu.

## Etimología
La Palabra shibuya (渋谷) significa Valle Astringente (渋 Shibui "Astringente" 谷 Tani "Valle" "Shibuitani o shibuyatani") y se complementa con Ku (区) de tal manera que quedaría "Shibuyataniku" (barrio del Valle Astringente) más simplificado "Shibuya" o "barrio de Shibuya".

## Cruce de Shibuya
El cruce de Shibuya, también conocido por Scramble Kousaten, (スクランブル　交差点), utiliza un stop en las cuatro direcciones para permitir a los peatones transitar todo el cruce, durante los 47 segundos que los semáforos lo permiten, donde pueden llegar a tres mil personas simultáneamente. En los edificios que se encuentran en frente están situadas grandes pantallas de televisión. La plaza que hay en frente de la estación se conoce como Plaza Hachikō (ハチ公), en honor a un perro fiel que esperó en esta plaza a su amo durante años tras la muerte de este y que es conmemorado con una estatua en la plaza; dicha estatua es el punto de espera más popular de Tokio cuando varias personas tienen una cita.
En los edificios aledaños hay tres pantallas de televisión gigantes que dominan el cruce, así como muchos carteles publicitarios. Su difícil tráfico y la inundación de publicidad, hace que este lugar sea muchas veces comparado con Times Square, de Nueva York.
El cruce de Shibuya aparece en películas y programas de televisión que ocurren en Tokio, como Lost in Translation, Animatrix, Jujutsu kaisen así como otros medios como los videojuegos The World Ends with You, Midnight Club II o en publicaciones Manga o el Anime.
Al suroeste de la estación de Shibuya hay otro lugar de reunión popular que tiene una estatua llamada "moyai". La estatua se parece a la de un moái, y fue entregada a Shibuya por el pueblo de la Isla de Niijima en 1980.

## Ciudades hermanas
Shibuya tiene relaciones de ciudad hermana con:
- Üsküdar, Estambul, Turquía (2005)
- Miraflores, Lima, Perú (2024)
- Honolulu, Hawái, USA (2024)

## Galería

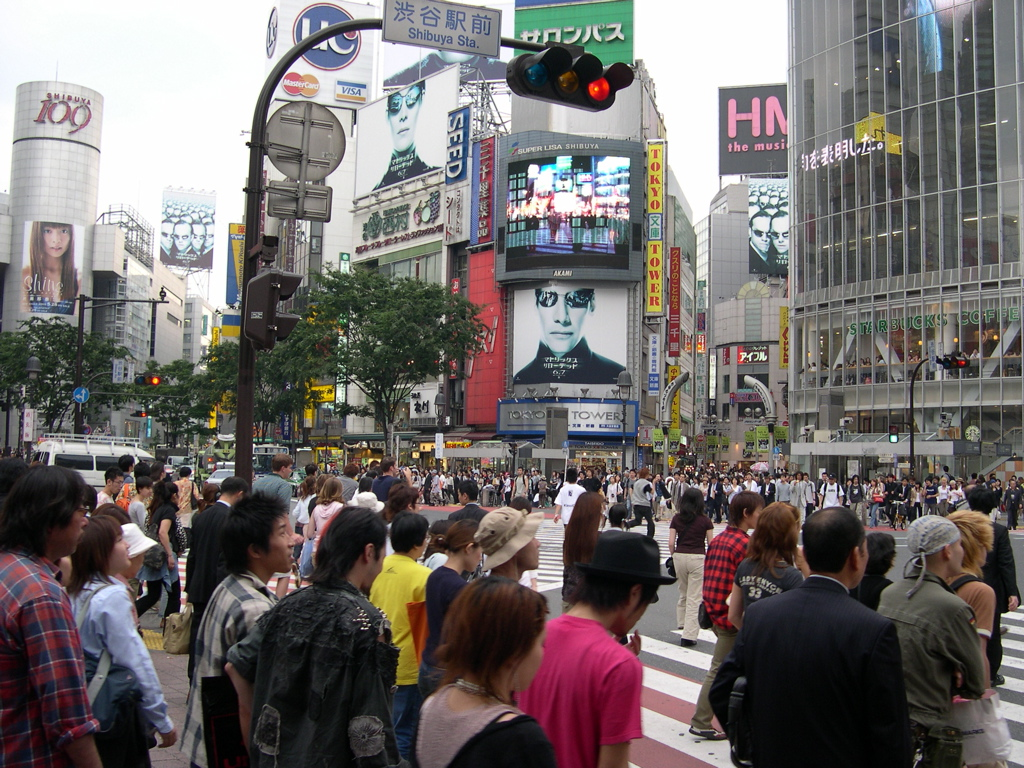
El centro de Shibuya.
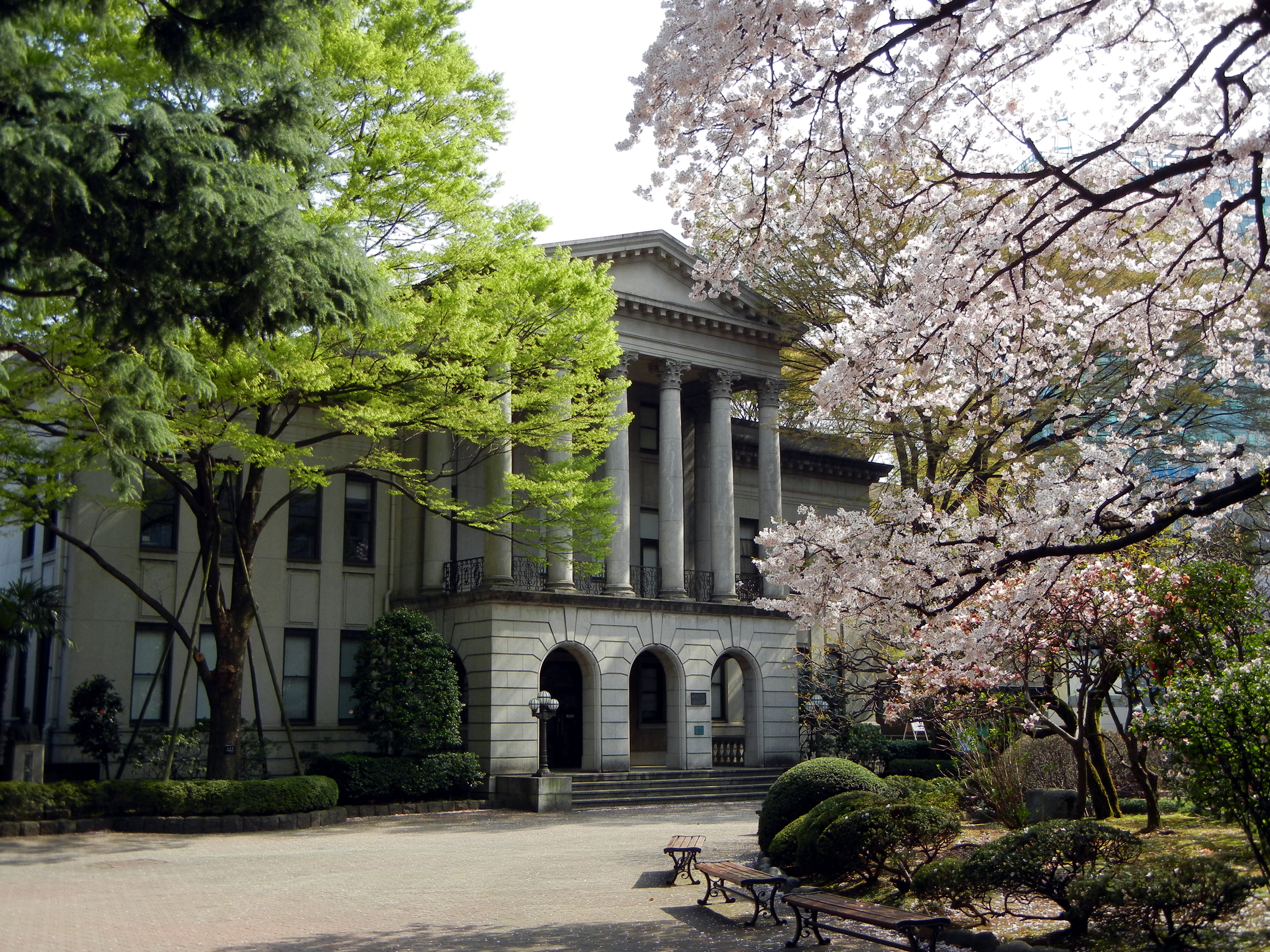
Aoyama Gakuin Universidad
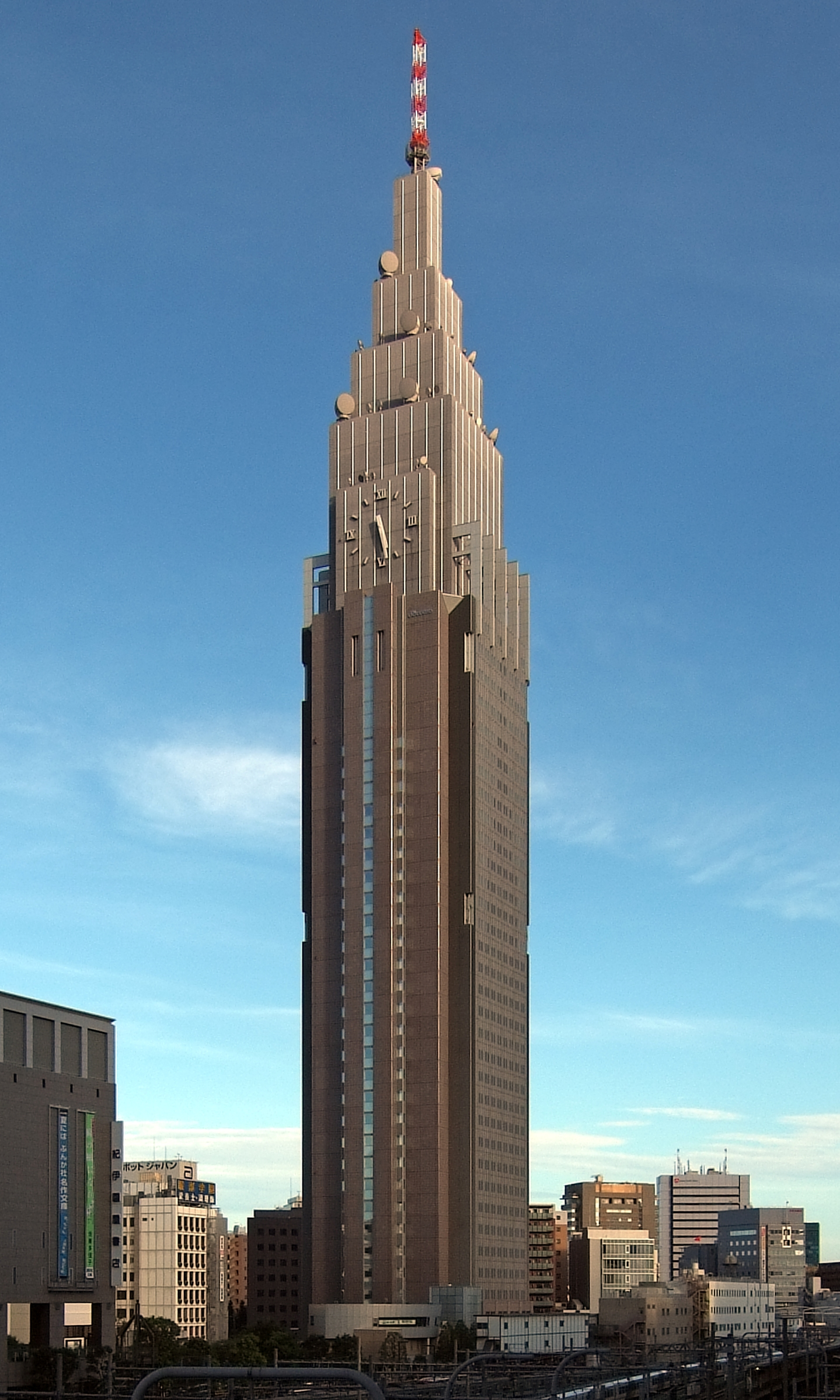
NTT Docomo Yoyogi Building
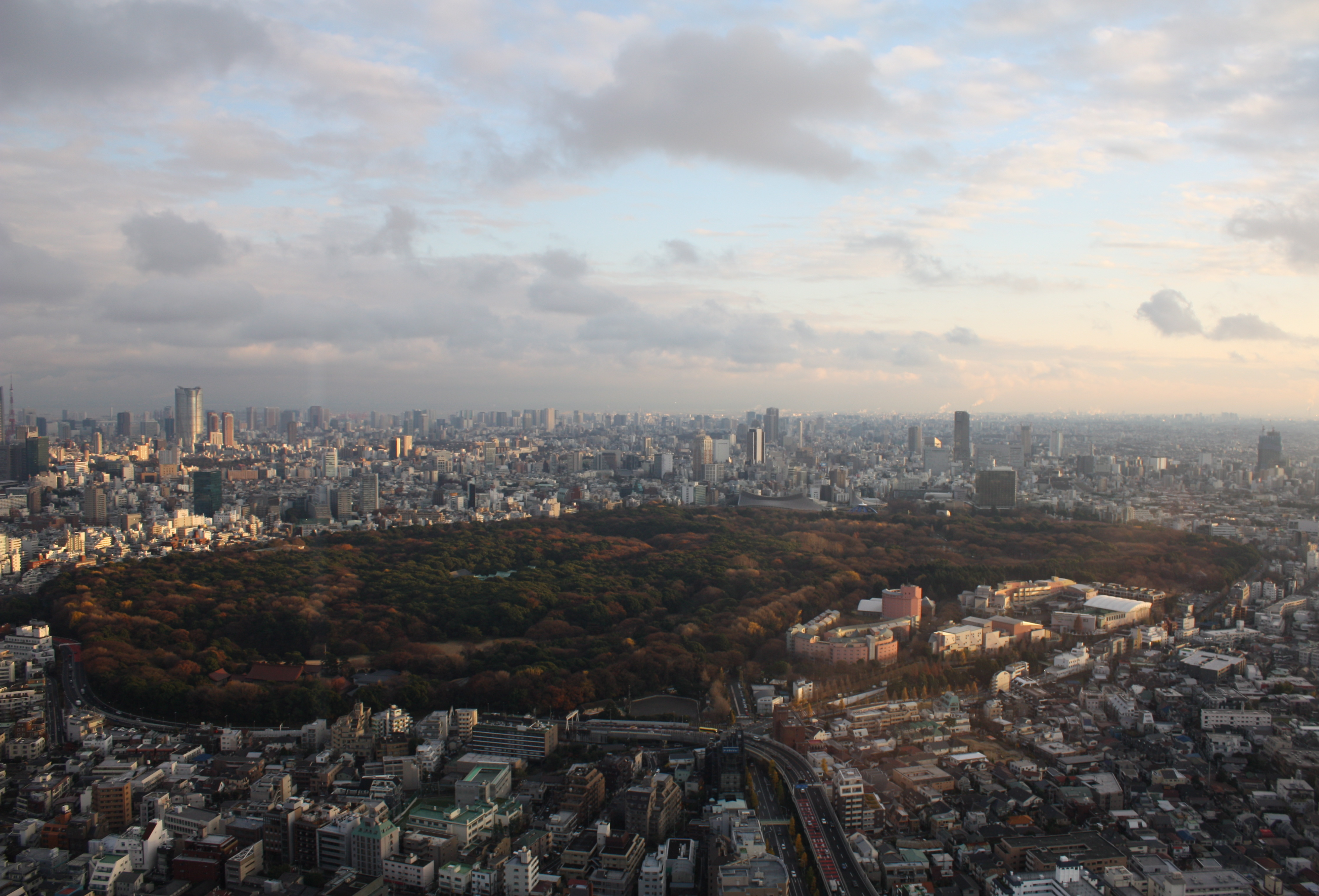
Yoyogi Park
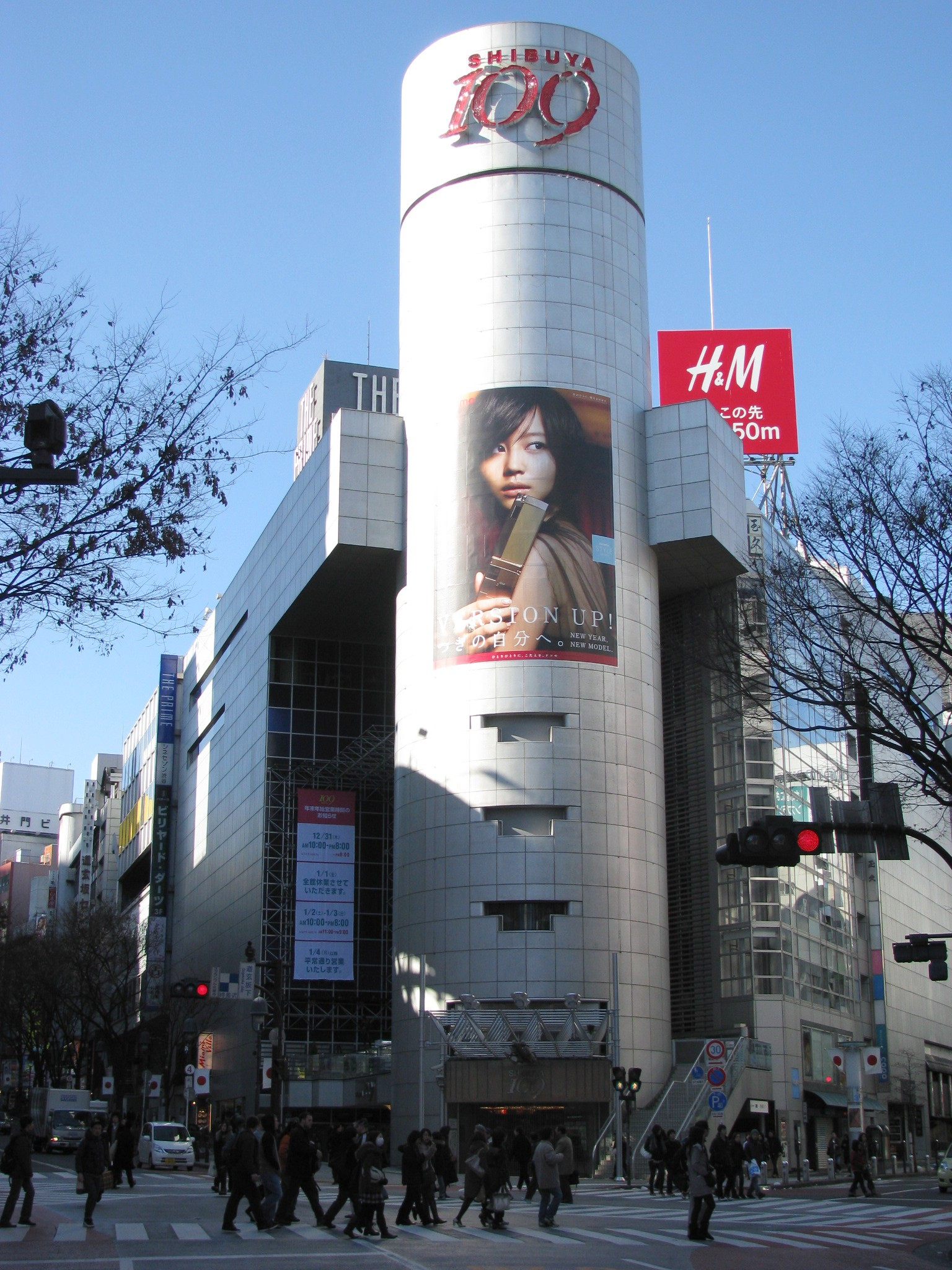
109, tienda por departamentos.
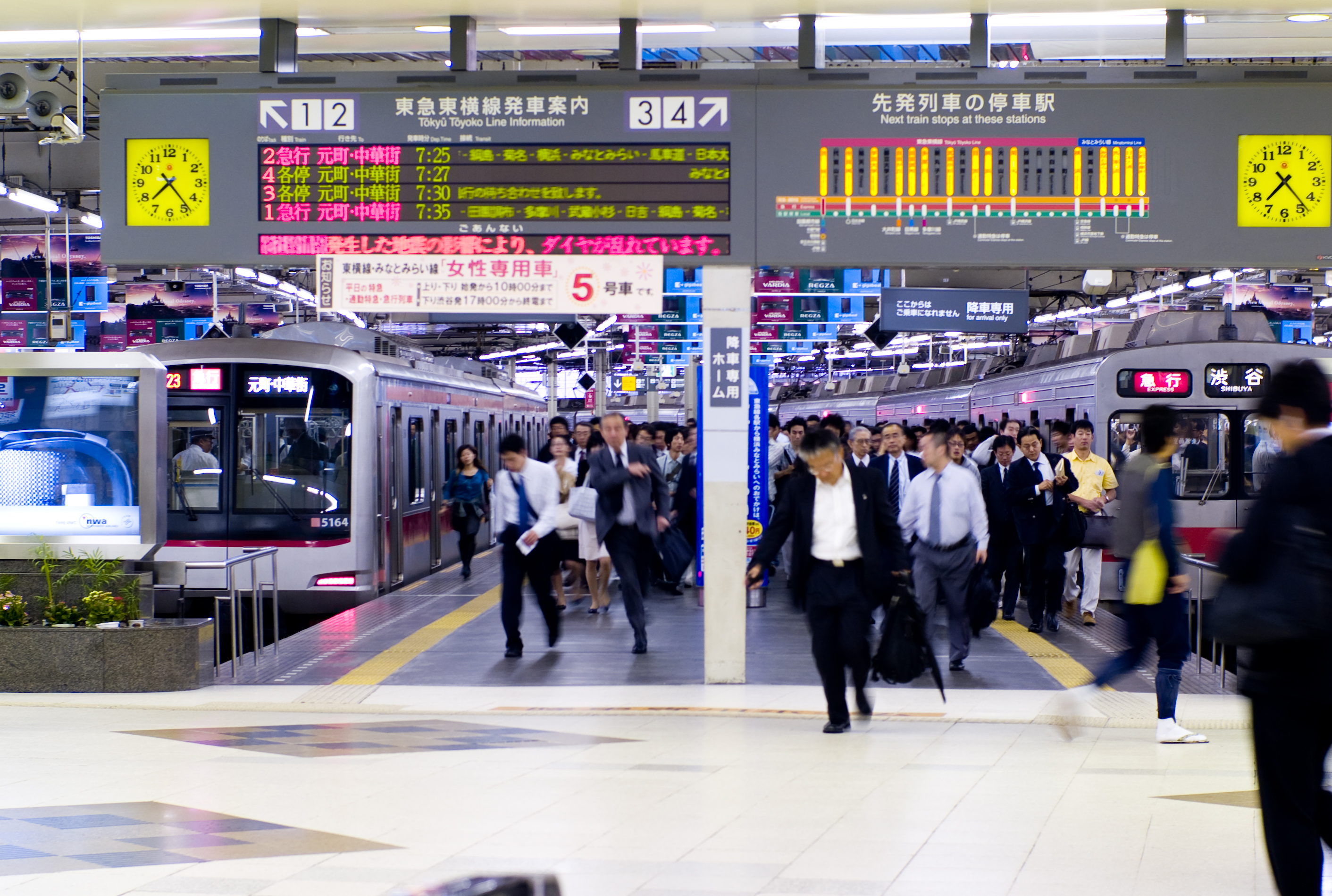
Estación de Shibuya, línea Toyoko.
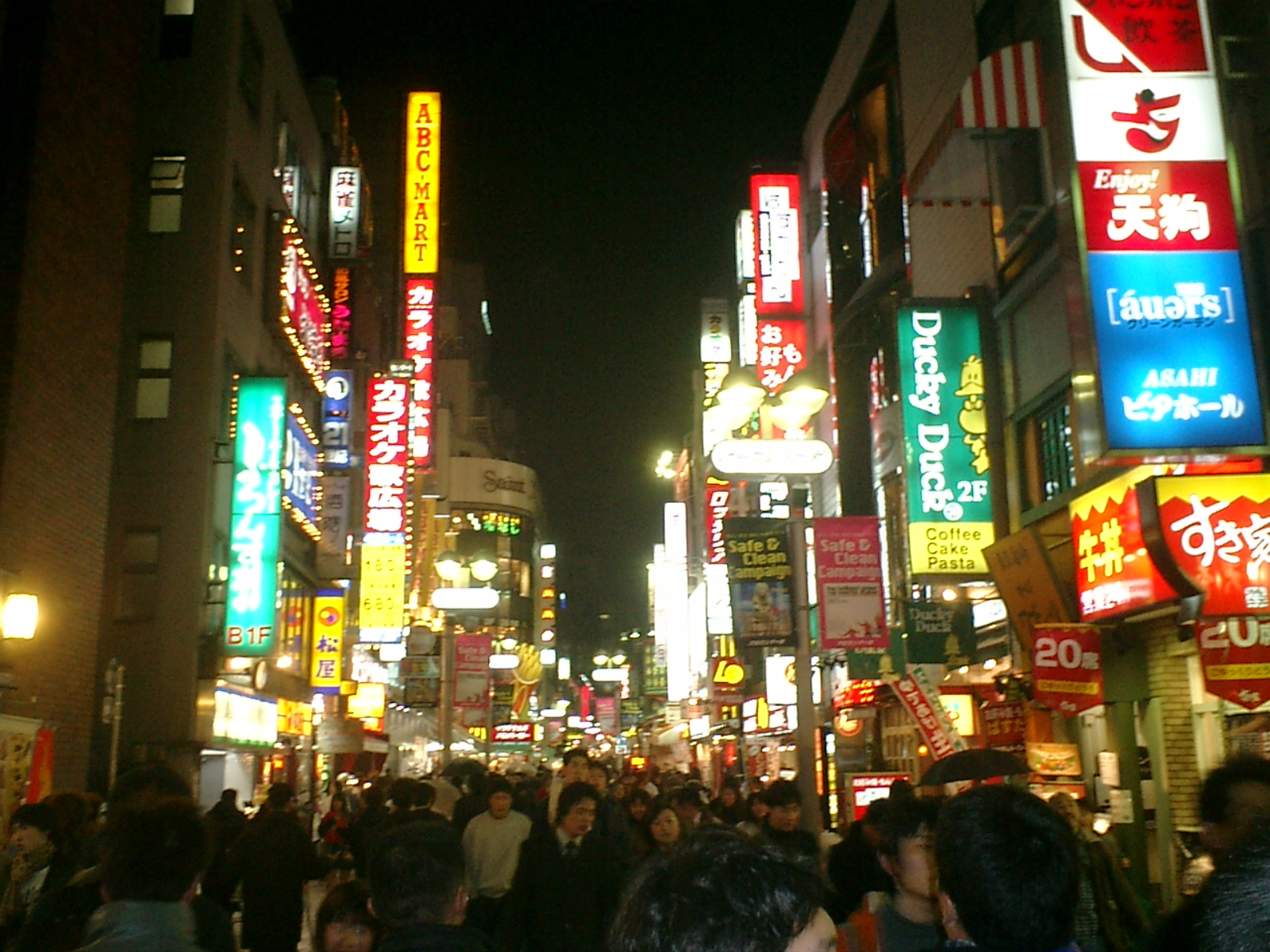
Shibuya de noche